# Еврейское кладбище (Жабно)
 Памятник культуры Малопольского воеводства: регистрационный номер А-336 от 2 ноября 1990 года.
Еврейское кладбище (пол. Cmentarz żydowski) — еврейское кладбище, находящееся в городе Жабно, Тарнувский повят, Малопольское воеводство, Польша.

## История
Иудейское кладбище в городе Жабно было основано в 1692 году и в настоящее время занимает территорию площадью 1 гектар. До настоящего времени на кладбище сохранилось около 100 надгробий с надписями на иврите. На кладбище также находится общая могила, в которой захоронены 100 евреев, расстрелянных немцами в марте 1942 года.
В начале 90-х годов XX столетия на кладбище был построен огел, в котором были перезахоронены останки местных цадиков.
2 ноября 1990 года кладбище было внесено в реестр памятников культуры Малопольского воеводства.

## Источник
- Przemysław Burchard: Pamiątki i zabytki kultury żydowskiej w Polsce. Warszawa: 1990, s. 223.